# Karadzjalovo
Karadzjalovo (bulgariska: Караджалово) är ett distrikt i Bulgarien.   Det ligger i kommunen Obsjtina Părvomaj och regionen Plovdiv, i den centrala delen av landet, 180 km öster om huvudstaden Sofia.
Trakten runt Karadzjalovo består till största delen av jordbruksmark. Runt Karadzjalovo är det ganska tätbefolkat, med 83 invånare per kvadratkilometer.